# Renacimiento americano
El Renacimiento americano fue un período en la literatura de Estados Unidos que se desarrolló aproximadamente desde 1830 hasta aproximadamente la Guerra de Secesión.  Un término central en los estudios estadounidenses, el Renacimiento americano fue durante un tiempo considerado sinónimo del romanticismo estadounidense  y estuvo estrechamente asociado con el trascendentalismo. 

## Descripción general
El académico F. O. Matthiessen empleó por primera vez el término "Renacimiento americano" en su libro de 1941 Renacimiento americano: arte y expresión en la era de Emerson y Whitman. El centro temático del Renacimiento americano fue lo que Matthiessen llamó la "devoción" de sus cinco escritores a "las posibilidades de la democracia". Presentó los textos correspondientes como "literatura para nuestra democracia" y desafió a la nación a recuperarlos. 
A menudo considerado un movimiento centrado en Nueva Inglaterra, el Renacimiento americano se inspiró en parte en un nuevo enfoque del humanismo como una forma de alejarse del calvinismo.  Los nacionalistas literarios de esa época deseaban un movimiento que desarrollara un estilo literario estadounidense único para distinguir la literatura estadounidense de la británica.  Walter Channing, en un número de noviembre de 1815 de la North American Review, pidió a los autores estadounidenses que formaran "una literatura propia", tendencia que fue ampliada por John Neal y otros críticos literarios.   Después de este llamado, hubo una ola de nacionalismo literario en Estados Unidos durante gran parte de la década de 1820, en la que escritores como Washington Irving, William Cullen Bryant y James Fenimore Cooper alcanzaron importancia. Este movimiento hacia la expresión del nacionalismo a través de la literatura se considera fundamental para el surgimiento del Renacimiento americano. 

## Criticismo
Hay muchas críticas asociadas con el Renacimiento americano y algunos críticos se preguntan si alguna vez tuvo lugar. Una de las críticas más destacadas es que se considera que los autores de este período simplemente toman estilos e ideas de movimientos y culturas pasados y los reforman en obras nuevas y contemporáneas. 
Algunos críticos consideran que los autores no abordaron cuestiones políticas importantes durante este período, como la esclavitud, a pesar de que tuvieron una gran influencia en la escritura de la época.  También hay críticas de que las autoras y los problemas de las mujeres generalmente quedaron fuera de la discusión y publicación. 
La noción de un Renacimiento americano ha sido criticada por poner demasiado énfasis en un pequeño número de escritores masculinos europeo-estadounidenses y artefactos de la alta cultura.  William E. Cain destacó la "extrema formación masculina blanca" de la lista de autores de Matthiessen y afirmó que al "dedicar cientos de páginas de análisis y celebración a cinco autores masculinos blancos, Matthiessen prefiguró sin saberlo en su libro lo que los lectores posteriores discutirían y trabajarían para corregirlo." 
Algunos críticos sostienen que la literatura escrita por mujeres durante este período no fue tan popular como se pensaba y que ocupó un distante segundo lugar en popularidad detrás de las obras escritas por hombres. Se sabe incluso que Matthiessen y otros académicos excluyeron a mujeres y autores minoritarios, especialmente afroamericanos.  Los críticos también argumentan que no existe un estilo o género separado, como la ficción sentimental-doméstica, que se distinga por género.  Otros críticos, sin embargo, señalan que los autores más leídos de la época eran mujeres, como Harriet Beecher Stowe y Fanny Fern,  y critican a Matthiessen por no incluir a las mujeres en el canon original. 
Algunos críticos sostienen que la literatura escrita por mujeres durante este período no fue tan popular como se pensaba y que ocupó un distante segundo lugar en popularidad detrás de las obras escritas por hombres. Se sabe incluso que Matthiessen y otros académicos excluyen a mujeres y autores minoritarios, especialmente afroamericanos.  Los críticos también argumentan que no existe un estilo o género separado, como la ficción sentimental-doméstica, que se distinga por género.  Sin embargo, otros críticos señalan que las autoras más leídas de la época eran mujeres, como Harriet Beecher Stowe y Fanny Fern,  y critican a Matthiessen por no incluir a las mujeres en el canon original. 
La exclusividad demográfica del Renacimiento americano comenzó a erosionarse entre los académicos hacia finales del siglo XX. Han incluido a Emily Dickinson en el canon, quien comenzó a escribir poesía a finales de la década de 1850. La cabaña del tío Tom (1852), de Harriet Beecher Stowe, alcanzó una destacada reputación a finales de los años setenta. La literatura afroamericana, incluidas la narrativa esclavista de autores como Frederick Douglass y las primeras novelas de William Wells Brown, han ganado un reconocimiento cada vez mayor. 

## Autores notables
Las obras y autores más frecuentemente asociados con el movimiento del Renacimiento americano son Representative Men y Self-Reliance de Ralph Waldo Emerson, La letra escarlata y La casa de los siete tejados de Nathaniel Hawthorne, Moby-Dick de Herman Melville, Walden de Henry David Thoreau, y Hojas de hierba de Walt Whitman. La mayoría de los principales escritores asociados con el Renacimiento americano eran en realidad bastante desconocidos durante esta época y tenían pocos seguidores. 
Posteriormente se agregaron otros autores a esta lista y se descubrió que habían contribuido a este movimiento. Estos incluyen: Edgar Allan Poe, Harriet Beecher Stowe, Emily Dickinson, Frederick Douglass, William Wells Brown, Henry Wadsworth Longfellow y John Greenleaf Whittier, entre otros. 